# Yukihiro
yukihiro（1968年11月24日—），日本搖滾樂團L'Arc~en~Ciel 鼓手。日本千葉縣市川市人。2001年起以acid android名義發行音樂單曲、專輯並舉行演唱會。

## 簡介
1998年加入L'Arc~en~Ciel前，曾加入ZI:KILL和DIES IN CRIES樂團，1995年DIES IN CRIES解散到1997年七月成為L'Arc~en~Ciel支援鼓手這段期間則以個人名義活動。2017年11月19日來台在ATT SHOW BOX舉行單獨公演。
嗜喝可口可樂。

## 作品

### 專輯
- acid android（2003年3月5日）
- faults（2003年3月12日，迷你專輯）
- purification（2006年5月10日）
- 13:day:dream（2010年7月13日）
- code（2010年10月27日，迷你專輯）

### 單曲
- let's dance（2006年4月5日）

### DVD
- acid android live 2003（2004年3月3日）
- acid android live 2006（2006年11月22日）

### 書籍
- acid android archives side-a（2006年5月50日）

## 外部連結
- track on drugs records （页面存档备份，存于）